# Luca Milesi
Luca Milesi OFMCap (* 21. April 1924 in San Giovanni Bianco, Provinz Bergamo, Italien; † 22. Mai 2008) war römisch-katholischer Bischof der Eparchie Barentu, Eritrea.

## Leben
Luca Milesi trat der Ordensgemeinschaft der Kapuziner bei und empfing die Priesterweihe am 4. März 1950. 1995 wurde er von Johannes Paul II. zum ersten Bischof des Bistums Barentu in Eritrea, einem Suffragan des Erzbistums Addis Abeba, geweiht. Die Bischofsweihe spendete ihm am 4. Februar 1995 der Erzbischof von Addis Abeba Paulos Kardinal Tzadua; Mitkonsekratoren waren Zekarias Yohannes, Bischof von Asmara, und Kidane-Mariam Teklehaimanot, Bischof von Adigrat.
Seinem altersbedingten Rücktrittsgesuch wurde 2001 durch Johannes Paul II. stattgegeben.